# Bauchi (stát)
Bauchi je jeden ze 36 států Nigérie. Leží v severní části země v oblasti North East a jeho hlavním městem je Bauchi, po kterém je stát pojmenován. V roce 2022 zde žilo přibližně 8,4 milionu obyvatel a stát Bauchi tak byl sedmým nejdlidnatějším nigerijským státem. Z hlediska rozlohy jde pak o pátý největší nigerijský stát. 
Vznikl v únoru 1976, ale v roce 1996 se z něj vyčlenil stát Gombe. Na severu sousedí se státem Jigawa, na severovýchodě se státem Yobe, na východě se státem Gombe, na jihu se státy Taraba a Plateau, na západě se státem Kaduna a na severozápadě se státem Kano. 
Jde o jeden z nejméně rozvinutých nigerijských států; má velmi nízký Hrubý domácí produkt a nízký Index lidského rozvoje. Převažujícím zdrojem příjmů obyvatel státu je zemědělství a pastevectví. Asi 80 % obyvatel státu vyznává islám, 15 % obyvatel jsou křesťané. Na území státu se nachází přírodní rezervace Yankari Game.